# Marathon de Berlin 2019
Navigation
Édition précédente Édition suivante
Le Marathon de Berlin 2019 est la 46e édition du Marathon de Berlin, en Allemagne, qui a eu lieu le dimanche 29 septembre 2019. 

## Faits marquants
- Le Kényan Eliud Kipchoge (vainqueur en 2015, 2017, 2018) ne participe pas à cette édition en raison de sa tentative de courir un marathon sous les 2 heures à Vienne, en Autriche lors de l'Ineos 1:59 Challenge[1].

- Un quartet éthiopien de classe mondiale est annoncé par les organisateurs pour la course masculine (Guye Adola,  Leul Gebrselassie, Sisay Lemma, Birhanu Legese)[2] ainsi que la participation de Kenenisa Bekele (vainqueur en 2016)[3].

- Kenenisa Bekele termine à seulement 2 secondes du record du monde d'Eliud Kipchoge. Bekele a fait le choix de faire l'impasse sur les Mondiaux de Doha et ses conditions climatiques difficiles pour privilégier le parcours berlinois ultrarapide.

- Kenenisa Bekele (2 h 1 min 41 s) et Birhanu Legese (2 h 2 min 48 s) deviennent le deuxième et troisième meilleur performeur de tous les temps sur marathon.

## Résultats

### Hommes
| Rang | Athlète              | Nationalité | Temps          |
| ---- | -------------------- | ----------- | -------------- |
|      | Kenenisa Bekele      | Éthiopie    | 2 h 1 min 41 s |
|      | Birhanu Legese       | Éthiopie    | 2 h 2 min 48 s |
|      | Sisay Lemma          | Éthiopie    | 2 h 3 min 36 s |
| 4    | Jonathan Korir       | Kenya       | 2 h 6 min 45 s |
| 5    | Felix Kandie         | Kenya       | 2 h 8 min 7 s  |
| 6    | Yohanes Gebregergish | Érythrée    | 2 h 8 min 26 s |
| 7    | Dong Guojian         | Chine       | 2 h 8 min 28 s |
| 8    | Bethwel Yegon        | Kenya       | 2 h 8 min 35 s |
| 9    | Kenta Murayama       | Japon       | 2 h 8 min 56 s |
| 10   | Abel Kipchumba       | Kenya       | 2 h 9 min 39 s |

### Femmes
| Rang | Athlète            | Nationalité | Temps           |
| ---- | ------------------ | ----------- | --------------- |
|      | Ashete Bekere      | Éthiopie    | 2 h 20 min 14 s |
|      | Mare Dibaba        | Éthiopie    | 2 h 20 min 21 s |
|      | Sally Chepyego     | Kenya       | 2 h 21 min 6 s  |
| 4    | Helen Tola         | Éthiopie    | 2 h 21 min 36 s |
| 5    | Sara Hall          | États-Unis  | 2 h 22 min 16 s |
| 6    | Melat Yisak Kejeta | Allemagne   | 2 h 23 min 57 s |
| 7    | Sally Kipyego      | États-Unis  | 2 h 25 min 10 s |
| 8    | Haftamnesh Tesfaye | Éthiopie    | 2 h 26 min 50 s |
| 9    | Martina Strähl     | Suisse      | 2 h 31 min 24 s |
| 10   | Nina Lauwaert      | Belgique    | 2 h 31 min 25 s |